# Newport (Pembrokeshire)
Newport (velšsky Trefdraeth) je pobřežní město v jihozápadním Walesu, v severní části hrabství Pembrokeshire. Založil jej Norman William FitzMartin kolem roku 1197. Podle sčítání obyvatel z roku 2011 zde žilo 1161 lidí. Partnerskými městy jsou bretaňská obec Plouguin a americký Annapolis. Pocházel odtud například historik Dillwyn Miles.